# 信也の動物バンザイ
『信也の動物バンザイ』（しんやのどうぶつバンザイ）は、1979年10月8日から1980年3月30日まで東京12チャンネル（現・テレビ東京）で放送されていたドキュメンタリー番組である。

## 概要
エミー賞をはじめ、世界の権威ある賞を21も受賞した動物ドキュメント映画を放送していた番組。ナレーターは野球評論家の佐々木信也が務めていた。

## 放送時間
いずれも日本標準時。
- 月曜 19:30 - 20:00 （1979年10月8日 - 1979年12月24日）
- 日曜 11:00 - 11:30 （1980年1月6日 - 1980年3月30日）